# تانگلینگ ۱۲۴۱۸
سیارک ۱۲۴۱۸ (به انگلیسی: 12418 Tongling، نامگذاری:1995UX2) دوازده هزار و چهارصد و هجدهمین سیارک کشف شده‌است که در ۲۳ اکتبر ۱۹۹۵ کشف شد.
قدر مطلق سیارک برابر ۲۶.۹ است.